# Municipio de Humboldt (Míchigan)
El municipio de Humboldt (en inglés: Humboldt Township) es un municipio ubicado en el condado de Marquette en el estado estadounidense de Míchigan. En el año 2010 tenía una población de 464 habitantes y una densidad poblacional de 1,87 personas por km².

## Geografía
El municipio de Humboldt se encuentra ubicado en las coordenadas 46°21′42″N 87°55′18″O / 46.36167, -87.92167. Según la Oficina del Censo de los Estados Unidos, el municipio tiene una superficie total de 247.78 km², de la cual 240,02 km² corresponden a tierra firme y (3,13 %) 7,76 km² es agua.

## Demografía
Según el censo de 2010, había 464 personas residiendo en el municipio de Humboldt. La densidad de población era de 1,87 hab./km². De los 464 habitantes, el municipio de Humboldt estaba compuesto por el 97,84 % blancos, el 0,22 % eran amerindios, el 0,22 % eran isleños del Pacífico y el 1,72 % eran de una mezcla de razas. Del total de la población el 0,22 % eran hispanos o latinos de cualquier raza.